# Caisnes
Ne doit pas être confondu avec Caisne.
Caisnes est une commune française située dans le département de l'Oise, en région Hauts-de-France.

## Géographie

### Description
Cainses est un village périurbain picard du Noyonnais dans l'Oise, proche du département de l'Aisne et situé  à 10 km au sud-est de Noyon, 22 km au nord-est de Compiègne, 24 km au nord-ouest de Soissons et à 40 km à l'ouest de Laon.
Il est tangenté au nord-est par l'ancienne route nationale 334 (actuelle RD 934) qui relie Noyon à Soissons.
Au milieu du XIXe siècle le territoire communal était décrit comme étant un « un plateau borné à l'est et au sud par des collines boisées ».

### Hydrographie

#### Réseau hydrographique
La commune est située dans le bassin Seine-Normandie. Elle est drainée par le ru de Belle Fontaine, le cours d'eau 04 de la commune de Caisnes et un autre petit cours d'eau,.

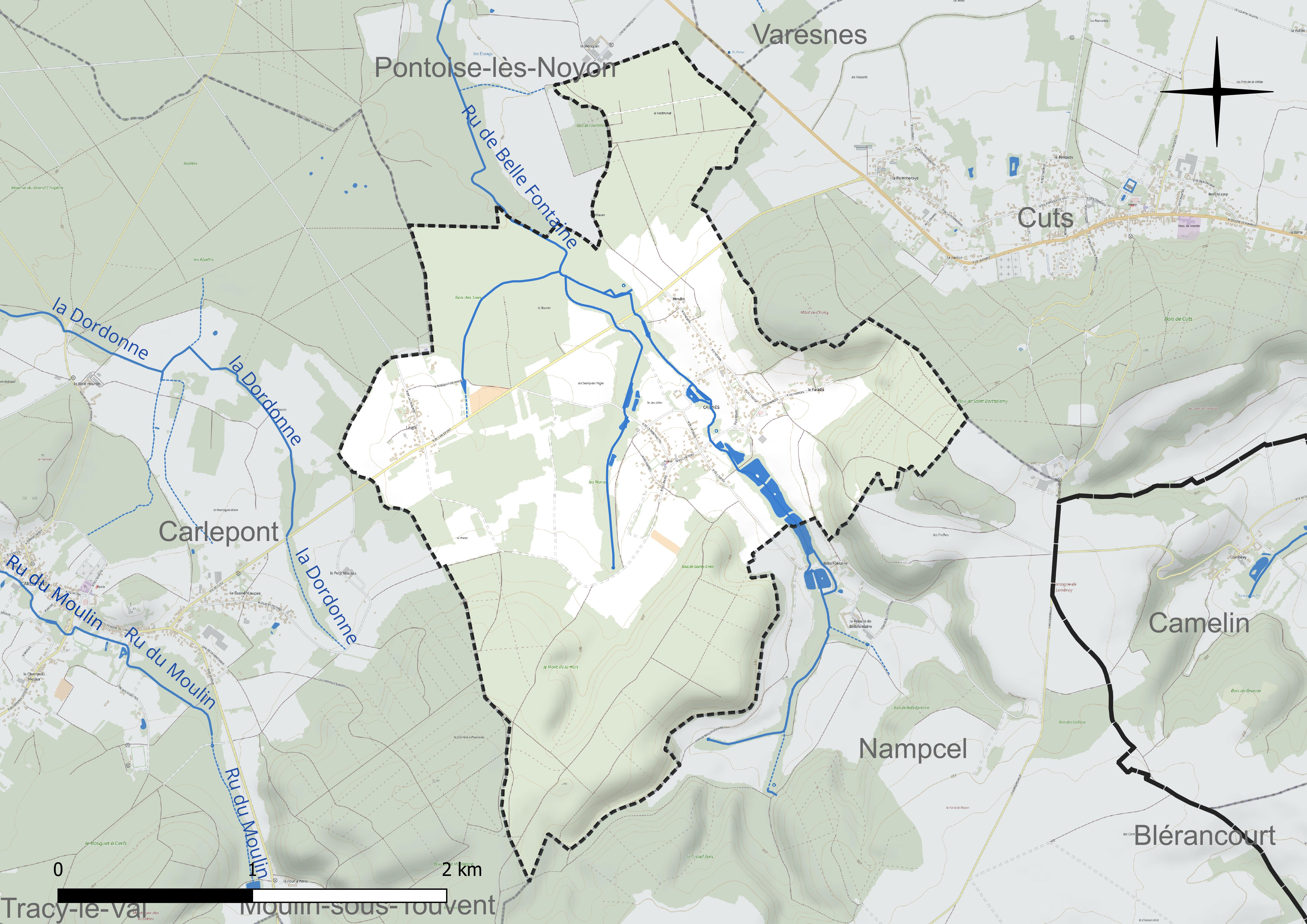
Réseau hydrographique de Caisnes.

#### Gestion et qualité des eaux
Le territoire communal est couvert par le schéma d'aménagement et de gestion des eaux (SAGE) « Sensée ». Ce document de planification concerne un territoire de 1 013 km2 de superficie, délimité par le bassin versant de l'Oise moyenne. Le périmètre a été arrêté le 24 avril 2017 et le SAGE est, en 2024, encore en élaboration. La structure porteuse de l'élaboration et de la mise en œuvre est le syndicat mixte du SAGE Oise-Moyenne (SMOM). 
La qualité des cours d'eau peut être consultée sur un site dédié géré par les agences de l'eau et l'Agence française pour la biodiversité. 

### Climat
Pour des articles plus généraux, voir Climat des Hauts-de-France et Climat de l'Oise.
En 2010, le climat de la commune est de type climat océanique dégradé des plaines du Centre et du Nord, selon une étude du CNRS s'appuyant sur une série de données couvrant la période 1971-2000. En 2020, Météo-France publie une typologie des climats de la France métropolitaine dans laquelle la commune est dans une zone de transition entre le climat océanique et le climat océanique altéré et est dans la région climatique  Nord-est du bassin Parisien, caractérisée par un ensoleillement médiocre, une pluviométrie moyenne régulièrement répartie au cours de l'année et un hiver froid (3 °C). 
Pour la période 1971-2000, la température annuelle moyenne est de 10,6 °C, avec une amplitude thermique annuelle de 15,1 °C. Le cumul annuel moyen de précipitations est de 730 mm, avec 11,8 jours de précipitations en janvier et 8,7 jours en juillet. Pour la période 1991-2020, la température moyenne annuelle observée sur la station météorologique la plus proche, située sur la commune de Chauny à 15 km à vol d'oiseau, est de 11,1 °C et le cumul annuel moyen de précipitations est de 709,9 mm,. Pour l'avenir, les paramètres climatiques de la commune estimés pour 2050 selon différents scénarios d'émission de gaz à effet de serre sont consultables sur un site dédié publié par Météo-France en novembre 2022.

## Urbanisme

### Typologie
Au 1er janvier 2024, Caisnes est catégorisée commune rurale à habitat dispersé, selon la nouvelle grille communale de densité à sept niveaux définie par l'Insee en 2022.
Elle est située hors unité urbaine. Par ailleurs la commune fait partie de l'aire d'attraction de Compiègne, dont elle est une commune de la couronne,. Cette aire, qui regroupe 101 communes, est catégorisée dans les aires de 50 000 à moins de 200 000 habitants,.

### Occupation des sols
L'occupation des sols de la commune, telle qu'elle ressort de la base de données européenne d'occupation biophysique des sols Corine Land Cover (CLC), est marquée par l'importance des forêts et milieux semi-naturels (63,6 % en 2018), en diminution par rapport à 1990 (64,6 %). La répartition détaillée en 2018 est la suivante : 
forêts (63,6 %), prairies (17,8 %), terres arables (12,7 %), zones urbanisées (5,9 %). L'évolution de l'occupation des sols de la commune et de ses infrastructures peut être observée sur les différentes représentations cartographiques du territoire : la carte de Cassini (XVIIIe siècle), la carte d'état-major (1820-1866) et les cartes ou photos aériennes de l'IGN pour la période actuelle (1950 à aujourd'hui).

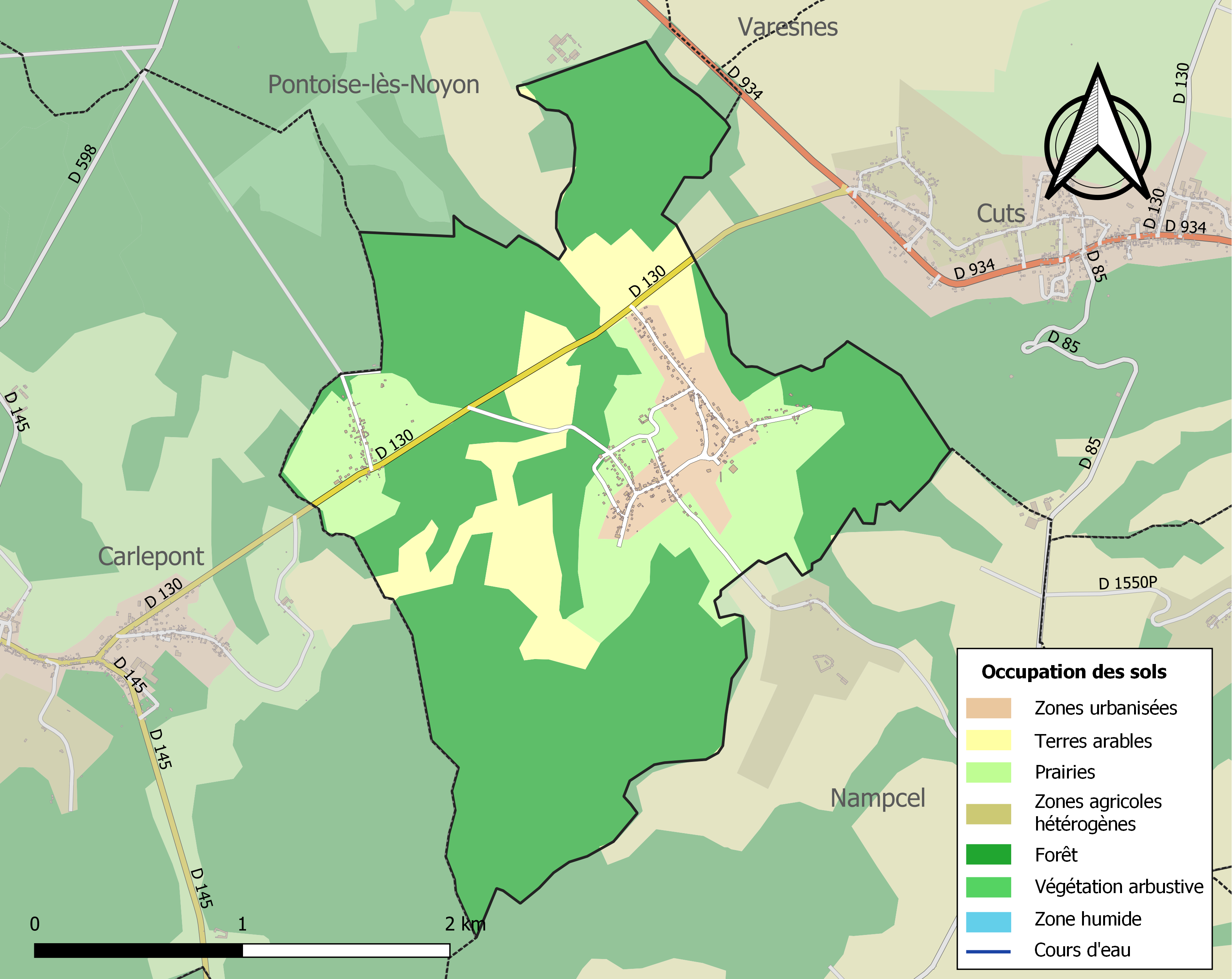
Carte des infrastructures et de l'occupation des sols de la commune en 2018 (CLC).

### Habitat et logement
En 2018, le nombre total de logements dans la commune était de 222, alors qu'il était de 218 en 2013 et de 196 en 2008.
Parmi ces logements, 86 % étaient des résidences principales, 5 % des résidences secondaires et 9 % des logements vacants. Ces logements étaient pour 96,4 % d'entre eux des maisons individuelles et pour 3,6 % des appartements.
Le tableau ci-dessous présente la typologie des logements à Caisnes en 2018 en comparaison avec celle de l'Oise et de la France entière. Une caractéristique marquante du parc de logements est ainsi une proportion de résidences secondaires et logements occasionnels (5 %) supérieure à celle du département (2,5 %) et à celle de la France entière (9,7 %). Concernant le statut d'occupation de ces logements, 85,9 % des habitants de la commune sont propriétaires de leur logement (88,7 % en 2013), contre 61,4 % pour l'Oise et 57,5 pour la France entière.
| Typologie                                               | Caisnes | Oise | France entière |
| ------------------------------------------------------- | ------- | ---- | -------------- |
| Résidences principales (en %)                           | 86      | 90,4 | 82,1           |
| Résidences secondaires et logements occasionnels (en %) | 5       | 2,5  | 9,7            |
| Logements vacants (en %)                                | 9       | 7,1  | 8,2            |

### Voies de communication et transports
La commune est desservie, en 2023, par les lignes 670 et 6331 du réseau interurbain de l'Oise.

## Toponymie
Le nom de la localité est attesté sous les formes chaina (1125) ; Catena (vers 1130) ; in bosco de Caina (1165) ; Kaina (1177) ; Caina (1205) ; Kaisniaus (1210) ; Cayna et apud Chaine (1218) ; Cayna (1218) ; Simonem de kaine (1234) ; juxta Cainam (1248) ; Quaigne (vers 1250) ; Symonis de Kaine (1257) ; Kainne (1254) ; de Kaene (1274) ; le vile de Kayne (1281) ; sire de Cainne (1289) ; apud Kaine (1295) ; le ville de Cainne (1308) ; Quayne (1391) ; Kaine (1463) ; Quesne (vers 1500) ; Caisne (vers 1510) ; Caine (vers 1520) ; Kaine (vers 1535) ; Quaisnes (vers 1570) ; Quaine (vers 1580) ; Caisnes (XIXe).

Cette dénomination proviendrait  du mot, en oïl picard kaisne, « chêne ».

## Histoire
Louis Graves indique que « la  seigneurie de Caine relevait de celle de Cuts. Le prieuré de Bellefontaine (canton d'Attichy) possédait, sur le territoire, des biens considérables qui lui avaient été cédés en 1144 par celui de Pierrefonds ».
Au milieu du XIXe siècle, on trouvait à Caisnes des carrières et quatre moulins à eau. La population comprenait un grand nombre de tisserands et de filateurs de coton.
Le village est considéré comme détruit à la fin de la Première Guerre mondiale et a  été décoré de la Croix de guerre 1914-1918, le 15 février 1921.

## Politique et administration

### Rattachements administratifs et électoraux

#### Rattachements administratifs
La commune se trouve depuis 1926 dans l'arrondissement de Compiègne du département de l'Oise.
Elle faisait partie depuis 1802 du canton de Noyon. Dans le cadre du redécoupage cantonal de 2014 en France, cette circonscription administrative territoriale a disparu, et le canton n'est plus qu'une circonscription électorale.

#### Rattachements électoraux
Pour les élections départementales, la commune fait partie depuis 2014 d'un nouveau  canton de Noyon
Pour l'élection des députés, elle fait partie de la sixième circonscription de l'Oise.

### Intercommunalité
Caisnes est membre de la communauté de communes du Pays Noyonnais, un établissement public de coopération intercommunale (EPCI) à fiscalité propre créé en 1994 et auquel la commune a transféré un certain nombre de ses compétences, dans les conditions déterminées par le code général des collectivités territoriales.

### Liste des maires
| Période                                  | Période                       | Identité            | Étiquette | Qualité |
| ---------------------------------------- | ----------------------------- | ------------------- | --------- | ------- |
| Les données manquantes sont à compléter. |                               |                     |           |         |
| mars 2001                                | 2014                          | Michel Thomas       | DVG       |         |
| 2014                                     | mai 2020                      | Alain Dubois        |           | Employé |
| mai 2020                                 | En cours (au 2 décembre 2020) | Jean-Pierre Wallois |           |         |

## Population et société

### Démographie

#### Évolution démographique
L'évolution du nombre d'habitants est connue à travers les recensements de la population effectués dans la commune depuis 1793. Pour les communes de moins de 10 000 habitants, une enquête de recensement portant sur toute la population est réalisée tous les cinq ans, les populations de référence des années intermédiaires étant quant à elles estimées par interpolation ou extrapolation. Pour la commune, le premier recensement exhaustif entrant dans le cadre du nouveau dispositif a été réalisé en 2008.

En 2022, la commune comptait 512 habitants, en évolution de −1,35 % par rapport à 2016 (Oise : +0,87 %, France hors Mayotte : +2,11 %).
| 1793 | 1800 | 1806 | 1821 | 1831 | 1836 | 1841 | 1846 | 1851 |
| ---- | ---- | ---- | ---- | ---- | ---- | ---- | ---- | ---- |
| 575  | 612  | 748  | 724  | 875  | 839  | 834  | 846  | 780  |

| 1856 | 1861 | 1866 | 1872 | 1876 | 1881 | 1886 | 1891 | 1896 |
| ---- | ---- | ---- | ---- | ---- | ---- | ---- | ---- | ---- |
| 749  | 737  | 689  | 630  | 534  | 475  | 451  | 393  | 391  |

| 1901 | 1906 | 1911 | 1921 | 1926 | 1931 | 1936 | 1946 | 1954 |
| ---- | ---- | ---- | ---- | ---- | ---- | ---- | ---- | ---- |
| 385  | 384  | 323  | 203  | 212  | 173  | 145  | 183  | 191  |

| 1962 | 1968 | 1975 | 1982 | 1990 | 1999 | 2006 | 2008 | 2013 |
| ---- | ---- | ---- | ---- | ---- | ---- | ---- | ---- | ---- |
| 221  | 208  | 231  | 295  | 327  | 424  | 470  | 483  | 521  |

| 2018 | 2022 | - | - | - | - | - | - | - |
| ---- | ---- | - | - | - | - | - | - | - |
| 504  | 512  | - | - | - | - | - | - | - |

#### Pyramide des âges
La population de la commune est relativement jeune.
En 2018, le taux de personnes d'un âge inférieur à 30 ans s'élève à 38,5 %, soit au-dessus de la moyenne départementale (37,3 %). À l'inverse, le taux de personnes d'âge supérieur à 60 ans est de 20,1 % la même année, alors qu'il est de 22,8 % au niveau départemental.
En 2018, la commune comptait 258 hommes pour 246 femmes, soit un taux de 51,19 % d'hommes, largement supérieur au taux départemental (48,89 %).
Les pyramides des âges de la commune et du département s'établissent comme suit.
| Hommes | Classe d’âge | Femmes |
| ------ | ------------ | ------ |
| 0,4    | 90 ou +      | 0,4    |
| 3,1    | 75-89 ans    | 5,3    |
| 15,9   | 60-74 ans    | 15,0   |
| 20,9   | 45-59 ans    | 19,5   |
| 20,5   | 30-44 ans    | 22,0   |
| 14,3   | 15-29 ans    | 11,8   |
| 24,8   | 0-14 ans     | 26,0   |

| Hommes | Classe d’âge | Femmes |
| ------ | ------------ | ------ |
| 0,5    | 90 ou +      | 1,4    |
| 5,5    | 75-89 ans    | 7,6    |
| 15,6   | 60-74 ans    | 16,3   |
| 20,8   | 45-59 ans    | 20     |
| 19,4   | 30-44 ans    | 19,4   |
| 17,6   | 15-29 ans    | 16,2   |
| 20,6   | 0-14 ans     | 19,1   |

### Sports
Le Moto Trial de Caisnes  a organisé en 2019 la Coupe des régions. Il dispose d'une école de pilotage2020

## Culture locale et patrimoine

### Lieux et monuments
- L'église Saint-Lucien, construite en pierre calcaire du noyonnais, et dont la nef, qui en est la partie la plus ancienne, date du XIe siècle, suivi d'un chœur du début du XIIe siècle. Des bas-côtés sont adjoints à la nef vers la fon du XIIe siècle, et une chapelle refaite au XVIe siècle, avec une voûte d'ogives à profil prismatique et ses contreforts implantés en biais[29].
- Pierre de Saint-Lucien ainsi que son empreinte, sur une pierre devant l'église.

### Personnalités liées à la commune
- Lucien de Beauvais (+ 290), martyr avec Maximien et Julien, évangélisateur du Beauvaisis ; fêté le 8 janvier.